# 塔納峽灣
70°46′48″N 28°27′03″E / 70.7800°N 28.4508°E

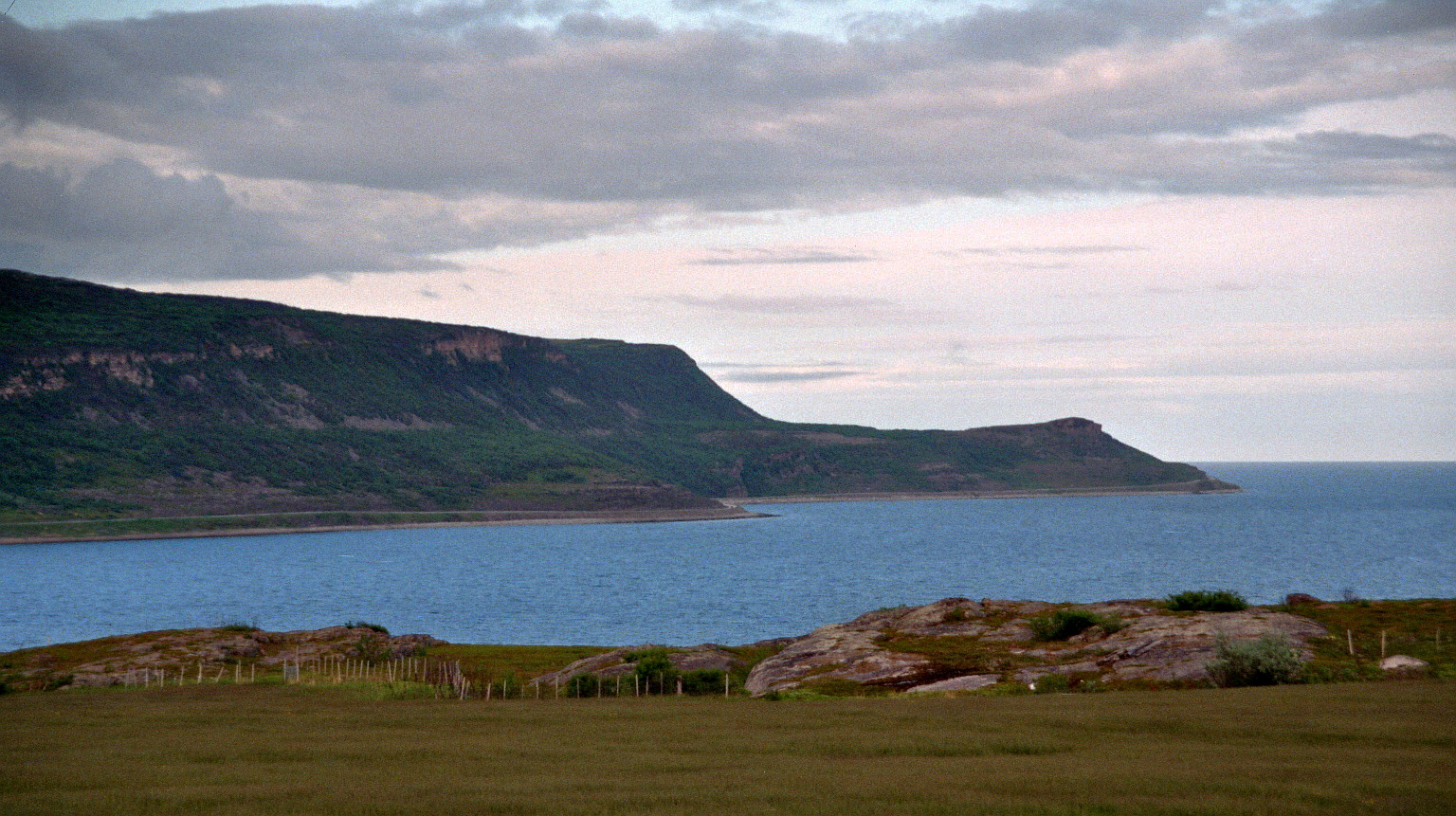

塔納峽灣（挪威語：Tanafjorden）挪威的峽灣，位於芬馬克郡，長65公里、寬8至12公里，屬於巴倫支海的一部分，西面是諾爾辰半島，東面是瓦朗厄爾半島。